# 商战模拟
商战模拟也称为商业模拟，是指用于商业培训或分析的模拟。大多数商战模拟被用于训练和培养商业触觉。学习目标包括：战略思维，财务分析，市场分析，经营，团队合作和领导力。
相对于仅仅是游戏或者模拟，商战模拟游戏这个词最近似乎受到了更多的认可。模拟这个词在用于教育目的时会被认为过于机械。模拟还会涉及如何寻找某个问题的最佳解决方案，而这通常不是一个教育性游戏的目的。另一方面，游戏意味着浪费时间，对事情不够认真，纯粹娱乐。模拟游戏的概念似乎为两者提供了正确的组合和平衡。商战模拟游戏目前已是教育游戏界所采纳和认可的术语。

## 商战模拟游戏
在大多数情况下，商战（模拟）游戏和管理（模拟）游戏这两个词汇可以互换使用，两者之间没有什么差异。Greenlaw等人认为商战游戏（或商战模拟）是根据商业运营模型为基础的一种有次序的决策练习，模拟中的学员要担任管理模拟运营的角色。Forrester和Naylor对管理游戏所做出的描述，与Greenlaw等人的定义类似。然而，Elgood 认为在管理游戏中，利润不是成功的主要衡量标准。Keys and Wolfe 定义管理游戏是一种简化的模拟体验环境，它足够逼真，或包含现实中的幻想，可以得到体验者在真实世界类似环境中的反应。 
Gredler把体验式模拟分为以下四类：
1. 数据管理模拟
2. 诊断模拟
3. 危机管理模拟
4. 社会进程模拟

商战模拟游戏一般被归为第一类。在数据管理模拟中，模拟游戏的学员通常担任团队经理或策划人的角色。每个团队管理一个公司，把经济资源进行合理的分配，以达到特定的目标。
商战模拟游戏的目的是提高学员的决策能力，特别是在有限的时间和信息的条件下。这些游戏各有不同的侧重点，从如何进行企业并购到如何扩大公司的市场份额。通常情况下，玩家把信息输入电脑程序，并接收回来一系列可选的，或者根据玩家的初步选择而产的其他数据。模拟游戏通过这些反复的互动来进行。
在商战模拟游戏中，学员身处一个事先设定好的虚拟的商业环境中，并根据价格、广告、生产指标等等做出如何运营公司的决策。一个商战模拟游戏可能有工业，商业或金融背景（Elgood，1996年）。Ju and Wagne提到，商战模拟游戏的本质包括完成决策，让玩家对抗恶劣的环境或充满敌意的竞争对手。这些模拟的本质是战略或战争游戏，但通常其用户界面非常简洁。其他类型的管理模拟游戏大都是资源的分配，模拟游戏中玩家必须把资源分配给例如工厂、生产、市场营销、人力资源、以便生产和销售商品。
如Senge and Lannon在管理的微观世界(Managerial Microworlds)中的描述 – 如同商战模拟游戏 – 而不像现实世界，公司的管理人员可以完全自由地试验政策和策略而不必担心对于公司利益的损害。这个过程包括了在繁忙的日常生活中没有时间做的反思和探究。因此，Senge和Lannon指出，管理者应该了解其行为的长期及系统的后果。这种“虚拟世界”在团队学习中极其重要。如果管理人员能够发掘出那些阻碍他们成功的细微的因素，他们就能学会如何进行系统的思考。 
Naylor于1971年就管理游戏的内容、结构及运营给出了大量详细的观点。如今，Naylor的描述对大多数商战模拟游戏仍然是适用的。商战模拟游戏是建立在一个假设的垄断行业的基础上的，包含三到六个公司，其决策者或管理者都是模拟游戏的参与者。 每个企业或团队被分配特定数量的资源，如现金、存货、原材料、厂房及设备等。在每个经营周期前学员都需要作出决策。Naylor提到，这些决策需要关注如价格、产量、广告、营销、原料收购、工厂生产能力的变化以及工资率。这些信息根据一系列数学模型和外部环境（市场）编入计算机中，数学模型对每个公司的经营结果和经营决策提供了关联。模拟的经营成果以打印报告的形式由电脑产生，例如：损益表、资产负债表、生产报表、销售报告、产业报告、以及总的行业报告。通常，游戏管理员可以通过改变游戏的经营参数来改变环境。在每种情况下，公司需要根据外部环境所造成的变化的强度和本质来随机应变。Naylor提到，一些更复杂和更逼真的模拟游戏甚至允许多种产品、工厂、市场营销领域、随机的生产周期、随机的需求、劳资谈判、以及出售股票。